# ベンチ・クレーター隕石

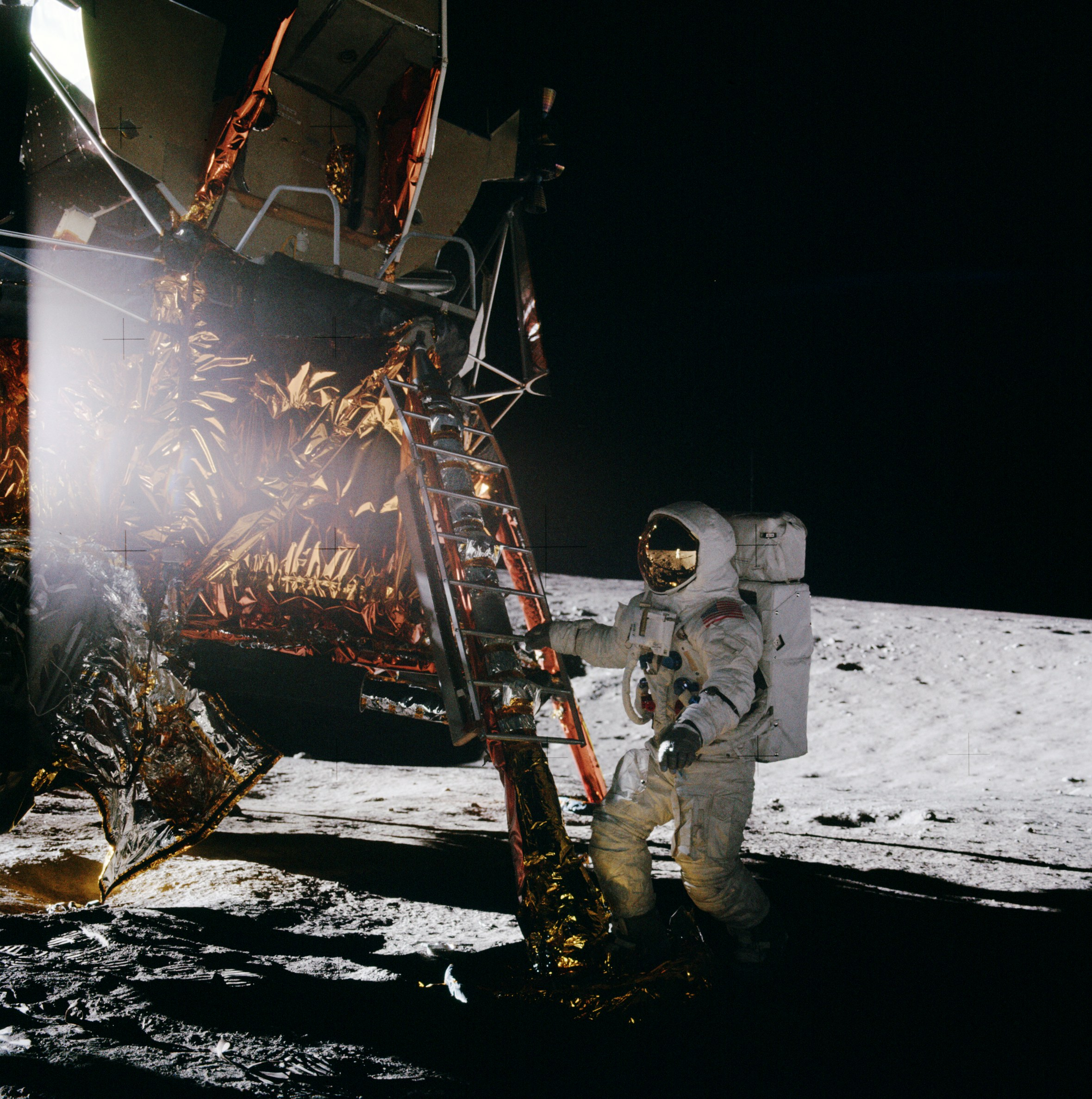
アポロ12号の船外活動

ベンチ・クレーター隕石（ベンチ・クレーターいんせき、英: Bench Crater meteorite）は1969年11月15日に採集されて、アポロ12号の月面探査で持ち帰られた土壌サンプルの中から発見された隕石の破片である。"嵐の大洋"の中の"既知の海"の着陸点の近くの微小クレーター、ベンチ・クレーターで発見された。地球外で採集された最初の隕石である 。
アポロ12号のミッションでピート・コンラッドとアラン・ビーンは月面でのべ31.5時間の船外活動を行い、31kgの土壌サンプルを持ち帰った。レゴリス12037のサンプルから3mmほどの破片、サンプル名、112-6が隕石破片と同定された。1971年にウッドがタイプIIの炭素質コンドライトであることを発表し、1976年にマクシーンが成分調査の結果を報告した。
| 成 分 | 含有量(%) | シリコンに対する 相対比 (%) |
| Na    | 0.67      | 4.6                         |
| Mg    | 16.77     | 110.0                       |
| Al    | 1.59      | 9.3                         |
| Si    | 17.67     | —                           |
| P     | 0.44      | 2.2                         |
| S     | 5.3       | 26.3                        |
| K     | 0.08      | 0.34                        |
| Ca    | 1.00      | 4.0                         |
| Ti    | 0.06      | 0.25                        |
| Cr    | 0.41      | 1.3                         |
| Mn    | 0.08      | 0.22                        |
| Fe    | 15.31     | 44.0                        |
| Ni    | 1.34      | 3.6                         |